# 11898 Dedeyn
A 11898 Dedeyn (ideiglenes jelöléssel 1991 GM9) egy kisbolygó a Naprendszerben. Eric Walter Elst fedezte fel 1991. április 10-én.